# معاهدة الجنسية المزدوجة بين إندونيسيا والصين

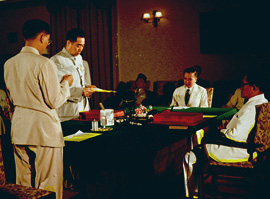
لقاء تشو إن لاى (واقف، الثاني من اليسار) وسوناريو (جالس، على اليمين) يلتقيان في المؤتمر الآسيوي الأفريقي لعام 1955.

معاهدة الجنسية المزدوجة بين إندونيسيا والصين هي اتفاق ثنائي بين جمهورية الصين الشعبية وجمهورية إندونيسيا، أجبر فيها الإندونيسيين الصينيين الذين يحملون جنسية مزدوجة من كلا البلدين على اختيار جنسية واحدة فقط. وقعها تشو إن لاي، رئيس وزراء ووزير خارجية الصين، وسوناريو وزير خارجية إندونيسيا، في 22 أبريل 1955 خلال المؤتمر الآسيوي الأفريقي في باندونغ. بعد تصديق الطرفين دخلت المعاهدة حيز التنفيذ في 20 يناير 1960 بعد تبادل وثائق التصديق في بكين.

## المعارضة
سعى أحد بنود تبادل عام 1955 بين علي ساسترواميدجوجو وتشو إنلاي إلى معالجة أوجه الغموض حول وضع المواطنين الصينيين العرقيين في إندونيسيا خارج الإطار الزمني المحدد في المعاهدة:
| معاهدة الجنسية المزدوجة بين إندونيسيا والصين | تتفق حكومة جمهورية الصين الشعبية وحكومة جمهورية إندونيسيا على أن من بين أولئك الذين هم في الوقت نفسه مواطنون من إندونيسيا وجمهورية الصين الشعبية، هناك مجموعة معينة يمكن اعتبارها تحمل جنسية واحدة فقط وعدم الحصول على الجنسية المزدوجة، لأنه في رأي حكومة جمهورية إندونيسيا فإن موقفهم الاجتماعي والسياسي يدل على أنهم قد تخلوا تلقائيًا (بطريقة ضمنية) عن جنسية جمهورية الصين الشعبية. لا يُطلب من الأشخاص المدرجين في المجموعة المذكورة أعلاه، لأنهم يحملون الجنسية فقط اختيار جنسيتهم بموجب أحكام اتفاقية الجنسية المزدوجة. إذا رغبوا في ذلك يمكن إعطاء شهادة توضح موقفهم لهؤلاء الأشخاص. | معاهدة الجنسية المزدوجة بين إندونيسيا والصين |

عندما أصبحت أحكام المعاهدة علنية، بدأ العديد من الإندونيسيين في التكهن بمن سيعتبر مستثنى من شرط اختيار الجنسية رسمياً. علمت الصحف الإندونيسية من «مصادرها المستنيرة» و«المصادر القريبة من مجلس الوزراء» أن هذه القضية قد أثارها مجلس الوزراء علي سسترواميدجوجو قبل مغادرة رئيس الوزراء إلى بكين. ويعتقد أن النقاش جاء بسبب رفض وزير الصحة كيات تنغ المشاركة في إجراء خيار آخر. على الرغم من عدم التأكد رسميًا ذكرت مصادر مجلس الوزراء أن الموظفين الصينيين من أصل إثني في الحكومة الإندونيسية سيتم إعفاؤهم من الإجراء.

## الضغط الصيني للتنفيذ
في الصين صادقت اللجنة الدائمة للمجلس الوطني لنواب الشعب الصيني على المعاهدة في 30 ديسمبر 1957.